# إميل ديفرينت
إميل ديفرينت (بالألمانية: Emil Devrient) (و. 1803 – 1872 م) هو ممثل، وممثل مسرحي ألماني، ولد في برلين، توفي في درسدن، عن عمر يناهز 69 عاماً.

## مناصب
تولى منصب جهيمرات ‏
.

## جوائز
حصل على جوائز منها:

خاتم إفلاند ‏